# Macのオペレーティングシステム
Macのオペレーティングシステム（マックのオペレーティングシステム）では、1980年代から現在に至るまでのソフトウェアを略述する。

## OS

### Apple製
- 漢字Talk / Classic Mac OS
  - Macintosh Application Environment - サン・マイクロシステムズのSPARCstationやHPのワークステーションのX Window System上で動くMac互換環境であり、MAEと略されることも多い。System(漢字Talk) 7.5.3に相当する環境MAE 3.0.4で開発終了[1][2]。
- Mac OS X Server 1.0

- macOS (Mac OS X v10.x)
- macOS Server (Mac OS X Server v10.x)
- A/UX
- MkLinux

### その他のMacintosh用OS
BeOS
Appleを退社したジャン・ルイ・ガセーが設立したBe社のOS。プリエンプティブマルチタスク、メモリ保護機能、マルチプロセッシング等のMac OSでは成し得られなかった高度な要素を持たせようとした。開発途上で十分な機能を備えていなかったこともあり最小限であればZIPメディア (100MB) に収まるOSであった。当初はBeのBeBox専用OSだったが、同じPowerPCを持つPower MacintoshとPerforma（PCIバスを有するものに限る）に移植され、軽快さとMac以上の愛らしいアイコンやウィンドウを持っていることや開発途上で無償で配布されたことから一部のMacユーザに実験的に使用された。後には日本語環境を搭載したバージョンも出るが、前述のNeXTとの勝負に負けた後はAT互換機にも移植される。インテルの支援もむなしく業績不振に陥りBe社は倒産、 Palmにその技術を売り渡して以降はZETAを経て、新プロジェクトでオープンソースのHaikuというコンセプトを引き継いだOSが存在している。
Linux
Mac用ではLinuxPPCやMkLinux、近年ではYellow Dog Linux等がある。
- LinuxPPC : LinuxPPCはPowerPC搭載のPower Macintosh(603搭載モデルの一部を除く)で動作するディストリビューションである。
- Yellow Dog Linux : Yellow Dog LinuxはPowerPC G3搭載以降のPower Macintoshで動作するディストリビューションで、G3チップの中でも割とハイスペックなもので動作する。

その他にも、Ubuntu、SUSE、Fedora、Debian、Gentoo、Vine など様々なディストリビューションが対応している。
BSD
FreeBSD、NetBSD、OpenBSD、Darwin等が存在する。
- NetBSD : 古くから使われており、68kチップのMacintoshでも動作するものがある。MC68020以降のMacintoshでは大半が動作する。
- OpenBSD :
- MachTen : カーネギーメロン大学で研究されていたBSD派生のMachカーネルを持ち、Mac用UNIX互換環境としては割と古い部類に入る。当時このMachを用いているOSは少なく、NEXTSTEPとこのMachTenの他は数種しか存在していなかった。

Windows
マイクロソフトが開発したPC/AT互換機向けのOS、機種によってWindows各バージョンがIntel Mac で動作する。
Appleは、2006年4月からIntel Mac向けとしてWindows XP Service Pack 2以降をインストール/動作させるためのMac OS X v10.4に対しBoot Campというユーティリティの配布を行なった。Boot Campは、Mac OS X v10.5 Leopardで正式版（バージョン2.0）が搭載され、Windows XPに加えて、Windows Vistaもサポートされた。その後もバージョンアップが繰返され、Windows 7やWindows 8、Windows 8.1、Windows 10を動作させることも可能になったが、Appleシリコンではサポートしない。
なお、サードパーティー製仮想マシンソフトでmacOSとWindowsを同時実行させることも可能である。

## 主要アプリケーションソフト
現行のmacOS環境で稼動するパッケージソフトウェアのうち、主要なものを挙げる。ここで挙げられている他社製のソフトウェアは、すべてWindows版も存在する。また、アプリケーションではないのでリストには挙げられていないが、ジャストシステムが日本語入力プログラムATOKを提供している。
なお、ここで挙げられているもののほか、中小ベンダによるアプリケーションソフトウェアが多数あり、その中にはmacOS版しかないものもある。さらに、Mozilla、Googleのソフトウェアなど、他OSでも定番となっているクロスプラットフォームの無料ソフトウェアも多数利用可能。UNIXの知識があれば、UNIX向けのソフトウェアも利用可能になる。（初期状態でシェルからの基本的なUNIXの各種コマンドなどは利用できる。ただし、初期状態では開発環境は入っていないので、ソースコードで配布されているソフトをインストールする場合、Mac App Storeから開発環境である「Xcode」をインストールする必要がある）
Appleのソフトウェアやサードパーティーのオンラインソフトウェア（フリーウェア・シェアウェア）については、Mac App Storeで入手できる。

### Apple製
- Apple#ソフトウェア・サービスを参照
- macOS#沿革も参照

### 他社製（日本以外）
- マイクロソフト - Microsoft Office (Microsoft Word、Excel、PowerPoint、Outlook)
- アドビ - Photoshop、Photoshop Elements、Premiere、Illustrator、Dreamweaver、InDesign、Acrobat、After Effects、Audition他
- コーレル - Painter
- クラリス - FileMaker
- オートデスク - Maya
- クオーク - QuarkXPress
- LightWave Digital（日本での代理店はディストーム） - LightWave 3D
- Vectorworks Inc.（日本での代理店はエーアンドエー） - VectorWorks
- PG Music（日本での代理店はイーフロンティア） - Band-in-a-Box
- Serif Europe - Affinity Designer、Affinity Photo、Affinity Publisher
- ブラックマジックデザイン - DaVinci Resolve

### 他社製 (日本メーカー)
- セルシス - ComicStudio、RETAS STUDIO
- フォーラムエイト - Shade
- インターネット - Sound it!